# 中国人民武装警察部队“2012式”车辆号牌
“2012式”武警车辆号牌，简称“12式”号牌，为中国人民武装警察部队于2013年6月-2019年9月31日使用的警用车辆号牌系统。中国人民武装警察部队使用独立警用车辆号牌系统。2013年6月1日起，武警部队全面换发“2012式”车辆号牌，原“2007式”号牌于2013年5月31日废止。2019年10月1日起和解放军车牌规格一致的武警部队新式车辆号牌正式启用，2012式号牌于同月31日起停止使用。

## 样式
“12式”号牌由武警拼音首字母“WJ”、省份汉字简称、单位车辆编制序列的5位数字或4位数字和警种标志组成。“12式”号牌分大车号牌和小车号牌、前牌和后牌，两者略有差别。
前牌武警“WJ”标志、省份汉字简称、警种为红色，其余为黑色；后牌武警“WJ”标志为红色，其余为黑色。

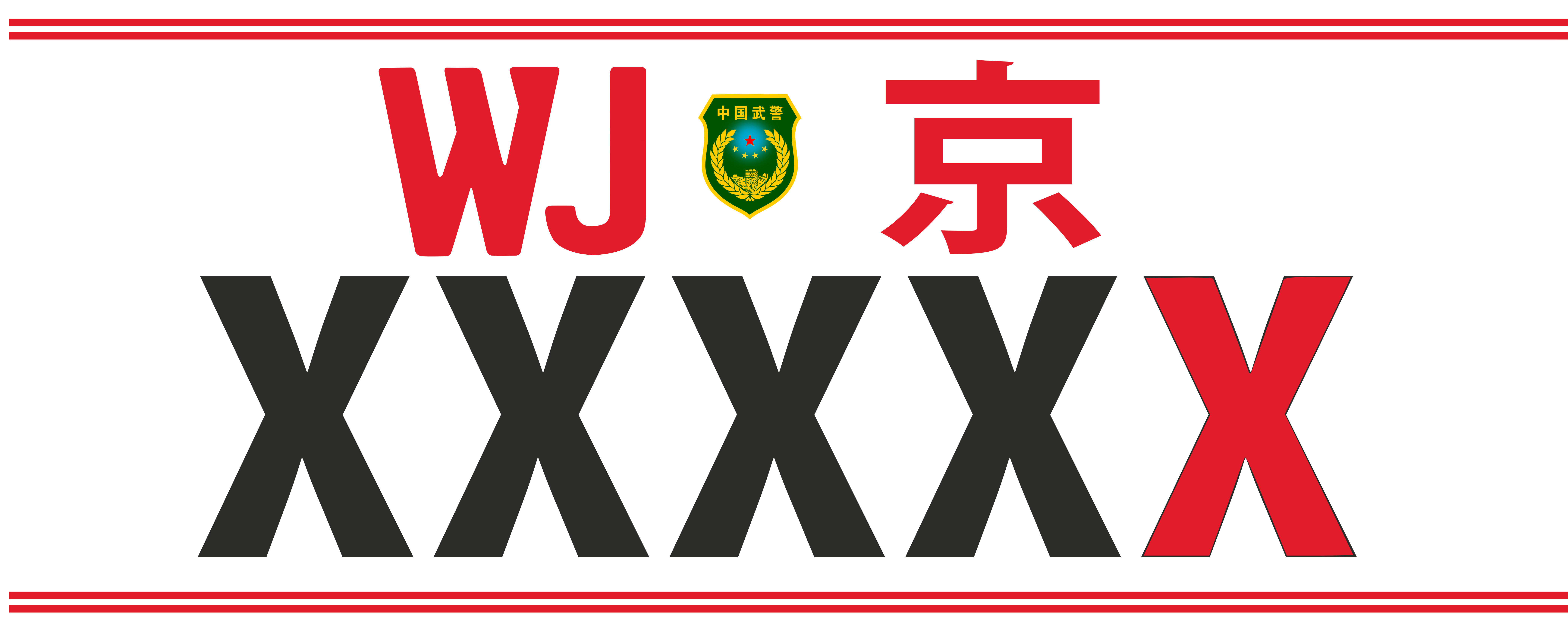
中国人民武装警察部队2012式车辆号牌简单样图（图示车牌属于中国人民武装警察部队北京市消防总队大型车辆）

## 第一部分
由红色的“武警”汉语拼音首字母“WJ”组成

## 第二部分
由各省份汉字简称组成：
- 京——北京市
- 津——天津市
- 沪——上海市
- 渝——重慶市
- 桂——廣西壯族自治區
- 蒙——內蒙古自治區
- 宁——寧夏回族自治區
- 新——新疆維吾爾自治區
- 藏——西藏自治區
- 冀——河北省
- 晋——山西省
- 辽——遼寧省
- 吉——吉林省
- 黑——黑龍江省
- 苏——江蘇省
- 浙——浙江省
- 皖——安徽省
- 赣——江西省
- 闽——福建省
- 鲁——山東省
- 粤——廣東省
- 鄂——湖北省
- 湘——湖南省
- 豫——河南省
- 川——四川省
- 云——雲南省
- 贵——貴州省
- 陕——陕西省
- 甘——甘肃省
- 青——青海省
- 琼——海南省

## 第三部分
由单位车辆编制序列的5位数字或4位数字和警种标志组成，2018年起停止发放。
- “X”：消防部队
- “B”：边防部队
- “T”：交通部队
- “S”：森林部队
- “H”：黄金部队
- “J”：警卫部队
- “D”：水电部队

如：WJ京 0001X
純数字的为内卫部队，如：WJ京 00001

## 图集

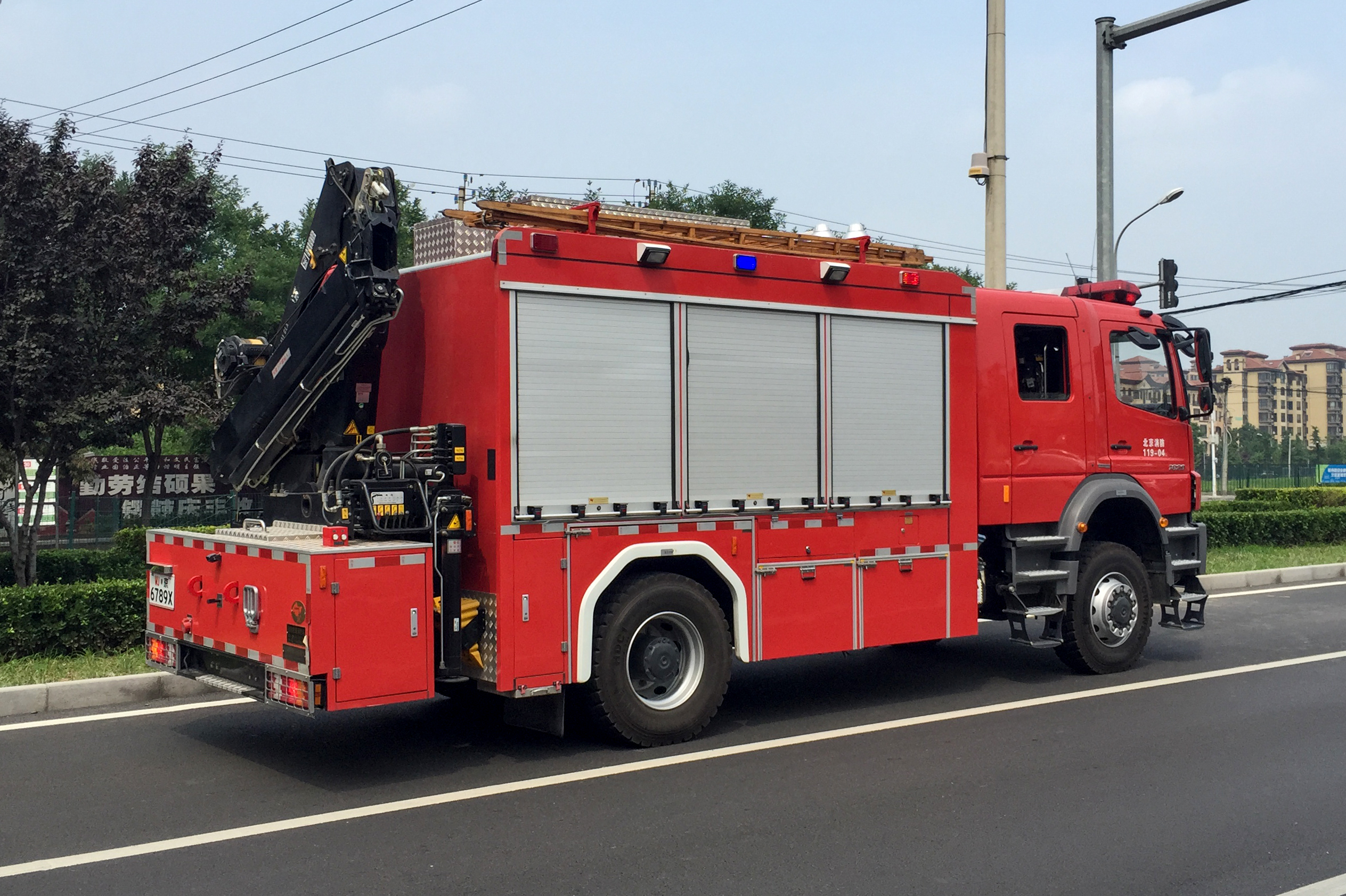
中国人民武装警察部队2012式车辆号牌的使用例子，属于北京市消防总队的消防车
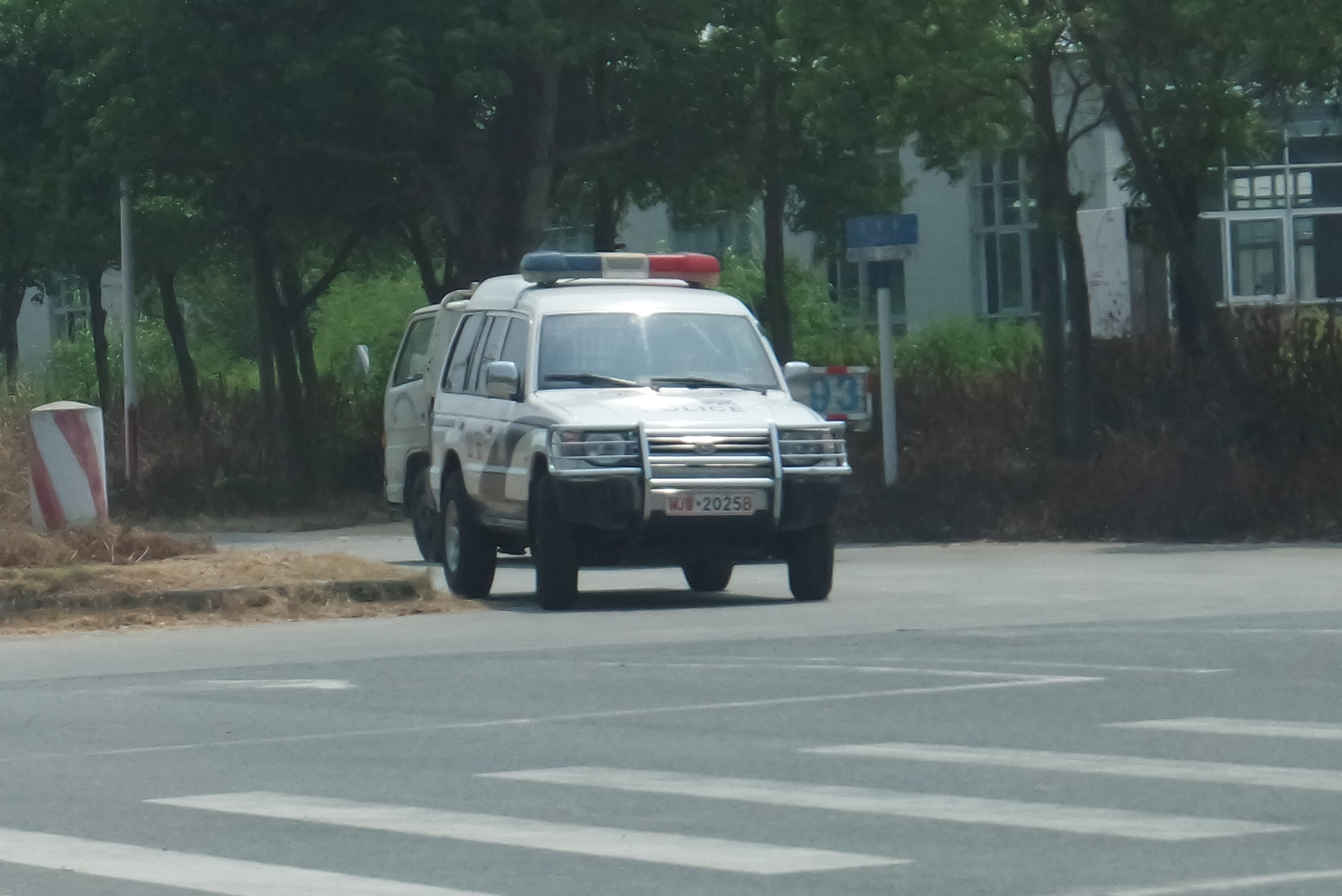
中国人民武装警察部队2012式车辆号牌的使用例子，属于广东省某边防支队的警车
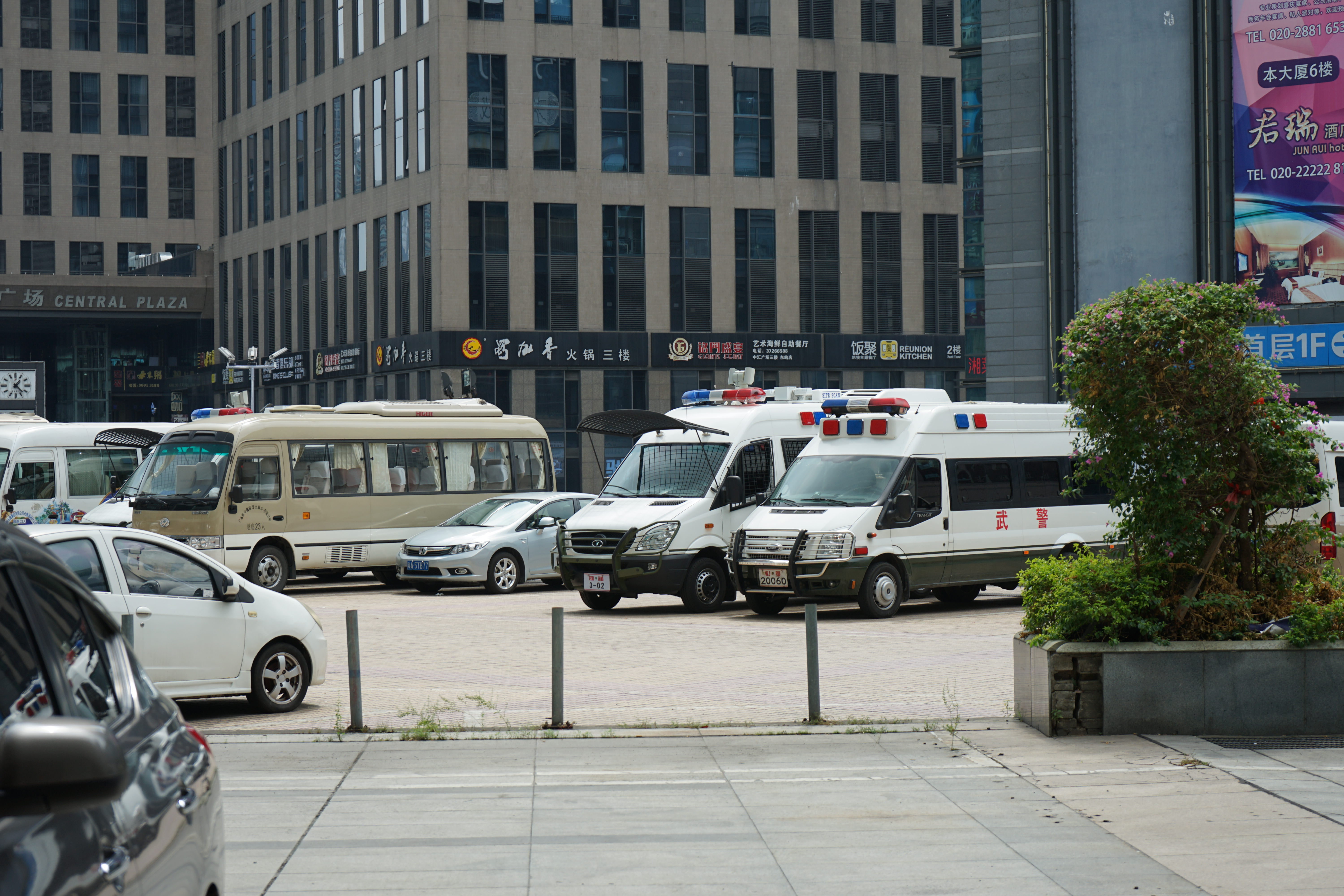
中国人民武装警察部队2012式车辆号牌的使用例子，属于內衛部隊广东省某武警支队的警车